# 恰克·约瑟夫
恰克·约瑟夫（匈牙利語：Csák József，1966年11月10日—），匈牙利男子柔道运动员。他曾代表匈牙利参加1988年、1992年、1996年和2000年夏季奥林匹克运动会柔道比赛，获得一枚银牌。